# Norroy-le-Sec
Norroy-le-Sec ist eine französische Gemeinde mit 418 Einwohnern (Stand: 1. Januar 2022) im Département Meurthe-et-Moselle in der Region Grand Est (bis 2015 Lothringen). Sie gehört zum Arrondissement Val-de-Briey und ist Mitglied im Gemeindeverband Communauté de communes Orne Lorraine Confluences.

## Geografie
Norroy-le-Sec liegt etwa 32 Kilometer westnordwestlich von Metz. Im Gemeindegebiet entspringen das Flüsschen Rawe und sein Zufluss Sèchevaux. Umgeben wird Norroy-le-Sec von den Nachbargemeinden Piennes im Nordwesten und Norden, Landres im Norden, Mairy-Mainville im Nordosten, Anoux im Osten, Fléville-Lixières im Südosten und Süden, Gondrecourt-Aix im Südwesten, Affléville im Südwesten und Westen sowie Joudreville im Westen.

## Bevölkerungsentwicklung
| Jahr                       | 1962 | 1968 | 1975 | 1982 | 1990 | 1999 | 2006 | 2019 |
| Einwohner                  | 513  | 464  | 422  | 406  | 394  | 369  | 369  | 413  |
| Quellen: Cassini und INSEE |      |      |      |      |      |      |      |      |

## Sehenswürdigkeiten
- Pfarrkirche Saint-Martin, 1721 erbaut
- Friedhofskapelle Les Trépassés aus dem späten 19. Jahrhundert
- Calvaire, genannt „Croix Fondeur“, am Fuß der Pfarrkirche, 1707 errichtet
- Reste der Burg, vermutlich im 15. Jahrhundert errichtet, 1636 zerstört

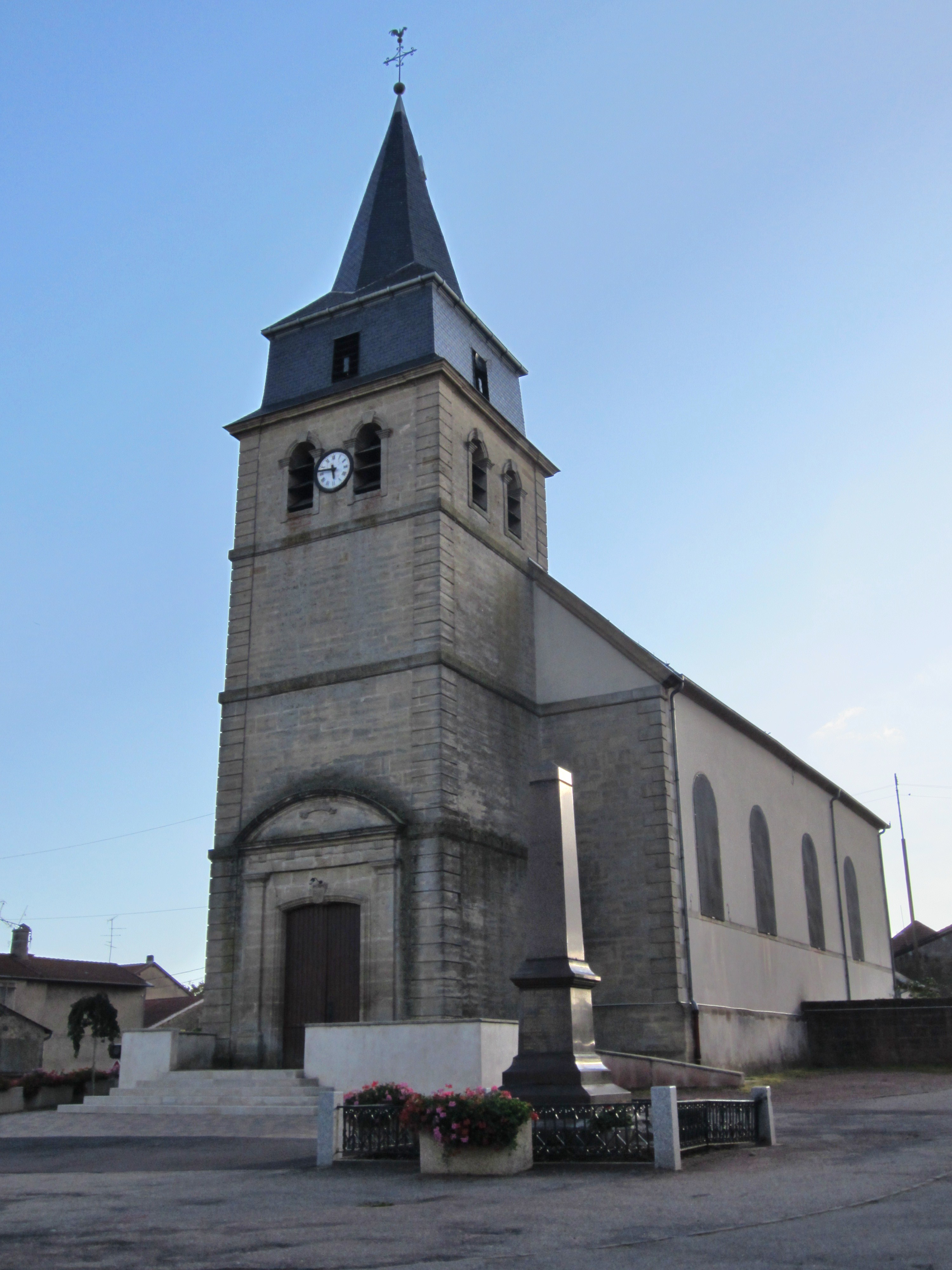
Pfarrkirche Saint-Martin
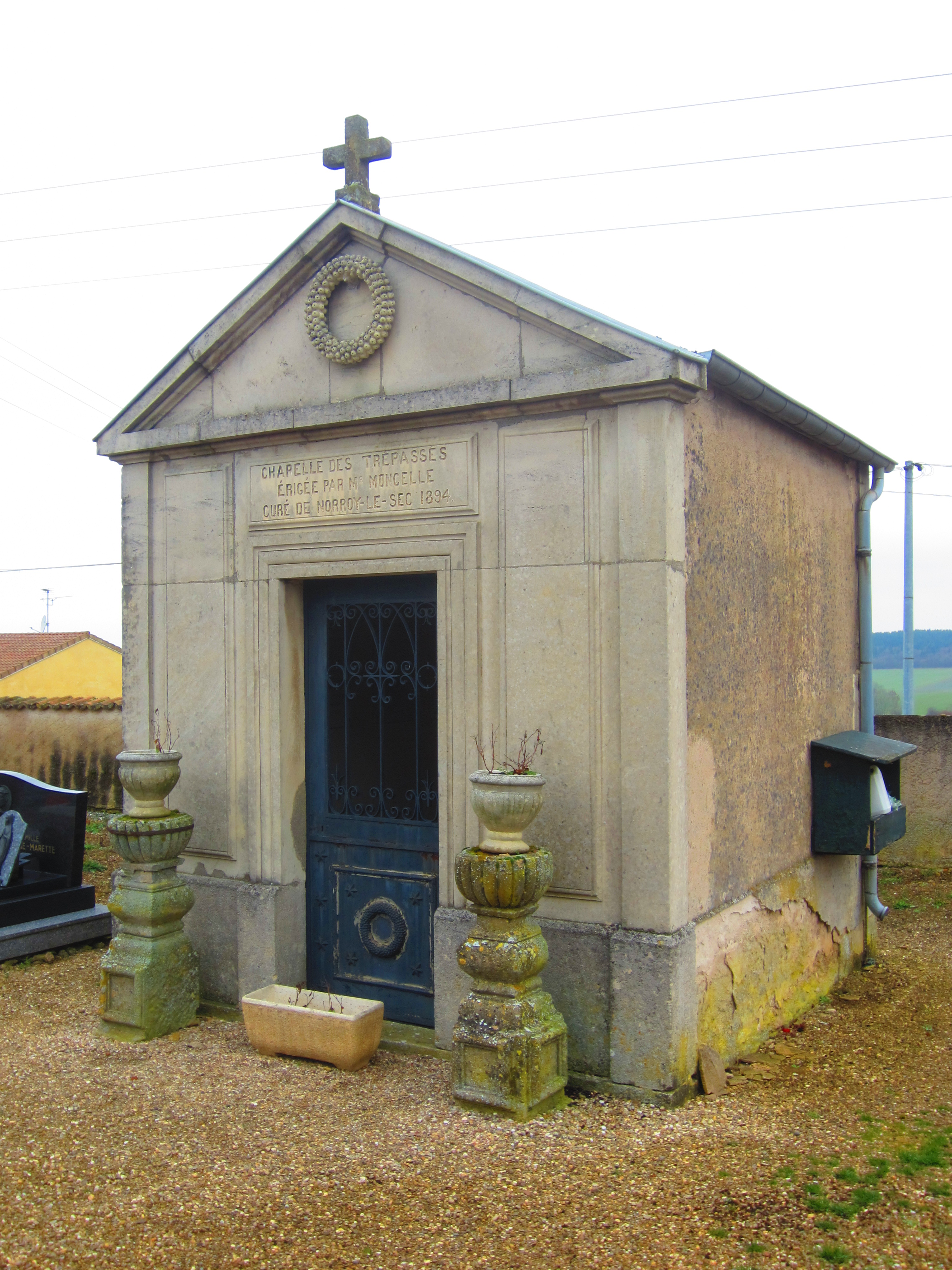
Friedhofskapelle Les Trépassés